# تورلواين (أنغلزي)
تورلواين (بالإنجليزية: Torllwyn)‏ هي منطقة سكنية تقع في ويلز في أنغلزي.